# Procleomenes mioleucus
Procleomenes mioleucus là một loài bọ cánh cứng trong họ Cerambycidae.